# Schilling Kolos
Schilling Kolos (Tata, 1973. július 11. –) kalaptervező, stylist, jelmeztervező, dalszövegíró.

## Életpálya
Magyarország Philip Treacy-je 1973-ban született, Tatán.
1999-től kezdett kalapokkal foglalkozni, kalaptervezőként a magyar média legtöbbet foglalkoztatott alakja napjainkban.
Az ELITE magazinban a Magyar Kalapkirálynak nevezték.
A Nemzeti Vágta jelmeztervezője és stylistja.
A kalaposmesterséget édesanyja, Schilling Lajosné révén sajátította el. A 2017-es Eurovíziós Dalfesztivál magyar versenyzőjének Pápai Jocinak rendkívül feltűnő, a magyar huszár hagyományt felelevenítő viseletének jelmeztervezője.

## Filmek
- Hadik (2021) costume supervisor[5]
- Népirtás Pozsonyligetfalun (2019) jelmez
- A Rubens lány (2019) jelmeztervező [6]
- Paraziták a paradicsomban (2018) jelmeztervező
- Styria (2014) jelmeztervező
- Stori of... (2010) jelmeztervező
- Berlin Calling (2008) stylist

## Filmsorozatok
- BUTIQUEHOTEL.HU (2015) jelmeztervező,stylist

## Színház
- Tiszta kosz, jelmeztervező
- Nézz rám anya, jelmeztervező
- Játékkészítő, kalapkivitelezés
- Goetheanum, Faust I und II, kalapkivitelezés

## Tévéműsorok
Az alábbi műsorokban vagy kalaptervezőként vagy stylistként működött közre:
- A Dal
- Szárban sztár
- Büntető
- Ms. Hungary
- Megasztár I-II-III

## Videóklipek
- Honeybeast:Bódottá, Styling
- Dér Heni: Mi lett veled?, Styling
- Adél Csobot, Simply Swing, Costume Design
- Chris Lawyer, Right on Time Stylist
- Sophistic, Tears of Millions 3D Costume Design, Stylist
- Sophistic, Jó OK Costume Design, Stylist
- Balkan Fanatik, Love Gone Wrong Costume Design, Stylist

## Divattervezői együttműködés
A felsorolt designcégek számára kalaptervezés és kivitelezés:
- USE-UNUSED 2008 fall/winter
- 2015-2016 Morning train
- 2014 The Four
- Dóra Szilágyi for Adidas (Royal Collage)
- Mojzes Dóra
- Aquanauta, Tiszta Forrás (Pure Water)
- Bori Tóth 2006 fall/winter Hat Accessories Designer
- Dudás Judit
- Kala Berlin
- Szegedi Kata
- Vágó Réka
- Kati Zoób Collection 2007 fall/winter Hat Designer